# Samantha Womack
Samantha Womack, född Samantha Zoe Janus 2 november 1972 i Brighton, East Sussex, är en brittisk sångerska och skådespelerska.
Hon representerade Storbritannien i Eurovision Song Contest 1991 under sitt flicknamn Samantha Janus.

## Rollista i urval
- 1991 – Reportergänget (TV-serie) (1 avsnitt)
- 1991–1992 – The Bill (TV-serie) (2 avsnitt)
- 1998 – Heta känslor
- 2007–2017 – Eastenders (TV-serie) (804 avsnitt)
- 2014 – Kingsman: The Secret Service
- 2017 – Kingsman: The Golden Circle
- 2019 – Tyst vittne (TV-serie) (2 avsnitt)
- 2025 – Morden i Marlow (TV-serie) (2 avsnitt)